# Eugène Goossens (Dirigent, 1845)
Eugène Goossens (* 25. Februar 1845 in Brügge; † 30. Dezember 1906 in  Liverpool) war ein belgischer Dirigent.

## Leben
Eugène Goossens kam als Neunjähriger an das Konservatorium in Brügge und wechselte im Alter von 14 Jahren an das Brüsseler Konservatorium. Dort studierte er Violine bei Lambert-Joseph Meerts (1800–1863) sowie anschließend Komposition, Harmonielehre und Kontrapunkt bei François-Joseph Fétis. 1870 schloss er seine Studien ab und dirigierte mehrere Operntruppen in Belgien, Frankreich und Italien. Er ging 1873 als Opern- und Operettendirigent nach England und fungierte dort als zweiter Dirigent der Carl Rosa Opera Company, die er ab 1889 nach dem Tod von Carl Rosa leitete. Im gleichen Jahr dirigierte er die englische Erstaufführung von Wagners Tannhäuser in Liverpool. 1893 ließ er sich in Liverpool nieder und gründete dort den Goossens-Männerchor, der sich in erster Linie auf ein belgisches Repertoire konzentrierte. Goossens arbeitete außerdem als Gesangslehrer und Organist.
Er war Vater des gleichnamigen Dirigenten und Violinisten Eugène Goossens (1867–1958) und Großvater des Dirigenten und Komponisten Sir Eugène Aynsley Goossens (1893–1962).